# Barend Goudriaan

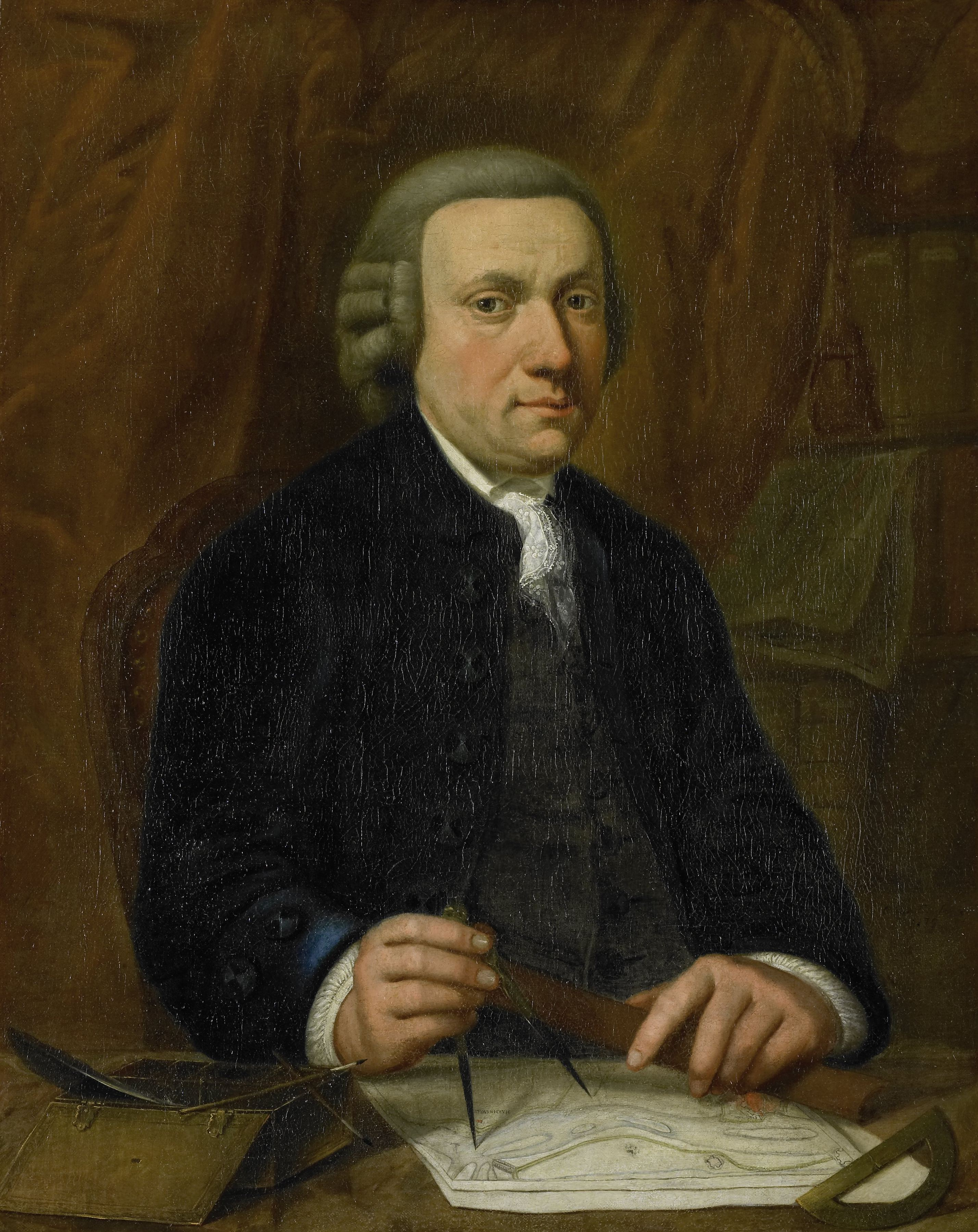
Portret van Barend Goudriaan Ariesz. door Cornelis van Cuylenburgh (1776) (Rijksmuseum)

Barend Goudriaan Azn (Boven-Hardinxveld, 19 september 1728 - Hardinxveld, 29 november 1805) was een Nederlands landmeter en waterbouwkundige.

## Jeugd
Door het vroegtijdig overlijden van zijn vader kwam hij in 1737 onder voogdij van zijn oom Jan. Deze was dijk- en kribbaas en schepen en heemraad in Hardinxveld. Hier heeft Barend het vak van landmeter geleerd, en in 1763 kon hij examen hiervoor doen bij het Hof van Holland. Hij werd aangesteld door het Hoogheemraadschap van de Alblasserwaard als dijkopzichter en dijkbode aan de Lekzijde van de waard. Het Hoogheemraadschap had in Ameide een logement, en Goudriaan had daar ook de functie van kastelein. Hij kreeg ook de taak van het Hoogheemraadschap van de Vijfherenlanden toezicht te houden op de voormolens bij Achthoven. Zie ook zijn kaart van 1771.

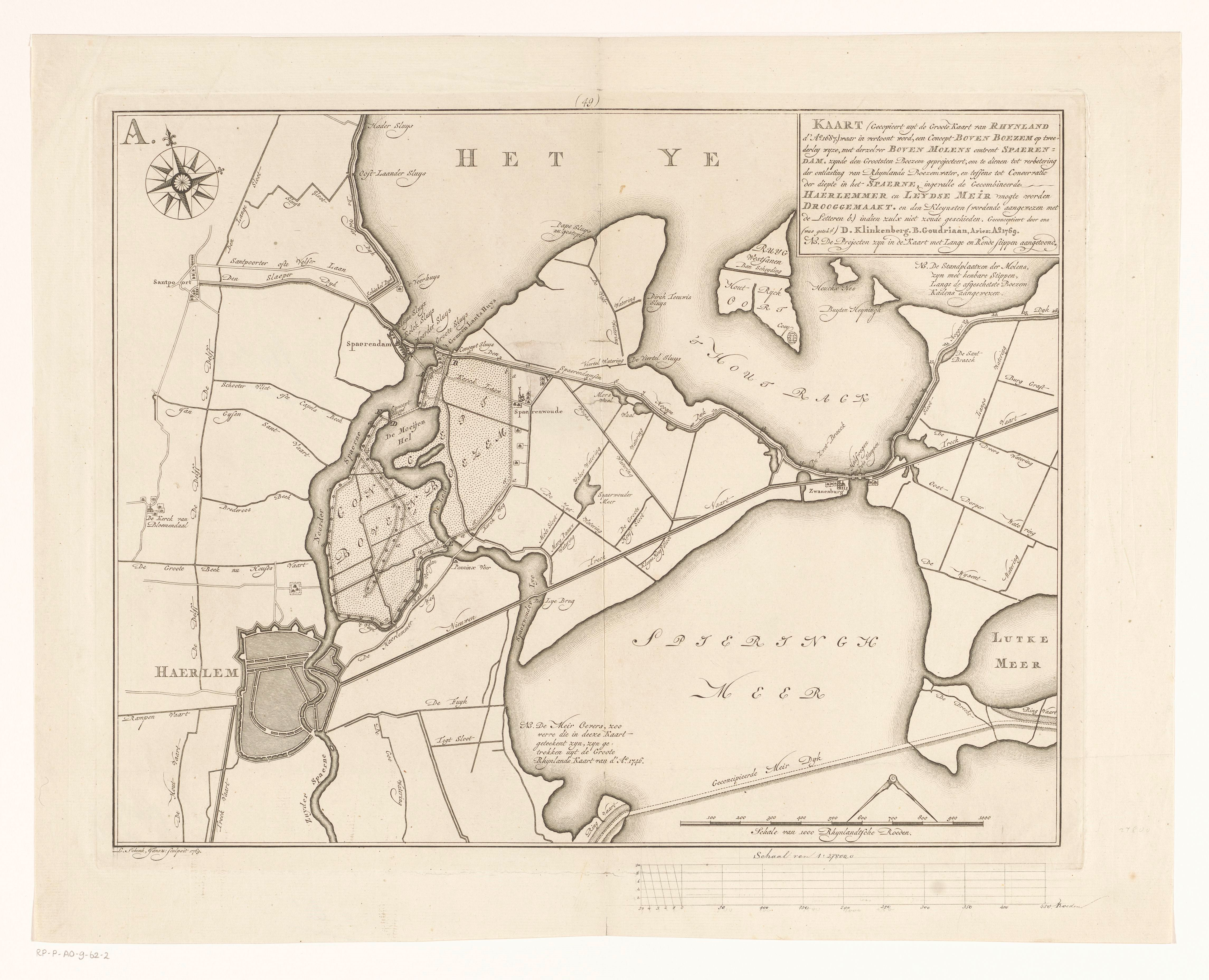
Kaart met een concept bovenboezem bij Spaarndam Kaart waar in vertoont word, een concept boven boezem op tweederley wyze, met derzelver boven molens omtrent Spae

In februari 1765 werd hij samen met zijn neef Barend Goudriaan Jz. door professor Johan Lulofs voorgedragen voor een baan bij het Hoogheemraadschap van Rijnland. Helaas ging dat niet door, Christiaan Brunings kreeg die baan.
Rond 1770 was hij actief bij het ontwerp van oeververdedigingen rond het Haarlemmermeer, en werkte aan verbeteringen van de Rijn en de Waal (reparatie dijkdoorbraken, bouw van kribben), maar in die tijd was zijn principaal nog steeds de Alblasserwaard. Hij maakte in die tijd ook een plan voor een dam bij Arkel.
In 1771 kreeg hij het aanbod om dijkmeester te worden bij het Hoogheemraadschap Lekdijk Bovendams. Hij was verantwoordelijk voor het eerste kwartier, dat was de dijk van Amerongen tot het Wijkse Gerecht (15,8 km). Ook in deze tijd had hij opdrachten buiten het gebied, zoals een inspectie van het Pannerdensch Kanaal.
In de periode 1779-1781 deed hij samen met Dirk Klinkenberg peilingen in het IJ en maakte hij een ontwerp voor een uitwatering bij Katwijk. Dit in verband met aanhoudende problemen van de aanslibbing van het IJ. In1781 deed hij hiernaar een meer diepgaand onderzoek met Cornelis Redelijkheid.

## Militaire opdrachten
Ten tijde van de vierde Engelse Oorlog (1780-1784) deed hij voor de admiraliteit een onderzoek naar de slechte bevaarbaarheid van de zeegaten bij Goeree en de rede van Hellevoetsluis. In het noorden was geen haven, maar de rede van Texel was wel van eminent strategisch belang. Er was behoefte aan een veilige ankerplaats, en een commissie met daarin Brunings, Goudriaan, den Berger en Harge moest hierover een advies uitbrengen. Zij stelden voor om enkele leidammen aan te leggen over de zandplaten bij Nieuwe Diep, waardoor er een uitschuring zou optreden en ondiepten zouden verdwijnen. Deze plannen zijn door Den Berger verder uitgewerkt en aanbesteed op 5 september 1781. Een deel van dit werk werd gegund aan Wouter Goudriaan, een neef van Barend. Klaas, de broer van Barend, werd opzichter op dit werk. Zelf bleef hij als deskundige tot 1794 bij dit werk betrokken.

## Fabrieksambt Amsterdam
De combinatie van dit advieswerk met zijn vaste baan hij het Hoogheemraadschap Lekdijk Bovendams was niet goed vol te houden. In 1782 kwam een vacature voor directeur van het Fabrieksambt (een soort directeur Gemeentewerken), waarbij met name de modderwerken (baggerwerk) een groot probleem waren. Na wat gedoe met zijn voorganger werd hij uiteindelijk verantwoordelijk voor een groot aantal waterwerken van Amsterdam (o.a. het eiland Urk). In deze functie kreeg hij een conflict met Jan Graves, die hem beschuldigde van slecht uitgevoerd dijkwerk.

## De omwenteling
In januari 1798 vond een staatsgreep plaats, waardoor veel mensen allerlei oud zeer wilden verrekenen, zo ook een aantal arbeiders van de stad Amsterdam. Goudriaan werd beschuldigd van Oranjegezindheid. Het stadsbestuur ontsloeg hem daarom, en Goudriaan werd uit zijn ambt gezet. Het lukte hem niet om dit terug te draaien en hij vertrok uiteindelijk naar Hardinxveld zonder functie. In 1805 (hij was toen dus 77 jaar) heeft hij nogmaals geprobeerd zich te rehabiliteren, Maar tijdens de behandeling van dit rekest is hij overleden. Na zijn overlijden ontving zijn zoon Adriaan de uitspraak waarin Goudriaan gerehabiliteerd werd, maar dat heeft hij zelf dus niet meer meegemaakt.
Ondanks dit gedoe heeft hij nog een opdracht gehad van de rijksoverheid (dus niet van zijn werkgever Amsterdam) om samen met Frederik Beijerinck en de opzichter C. Wisboom een rapport uit te brengen aan de Commissarissen-inspecteurs over 's lands waterstaat betreffende de rivier de Maas. Dit ongedateerde rapport (met kaart) is niet gedateerd, maar moet zijn uit de jaren 1800 tot 1803, toen die commissarissen-inspecteurs in functie waren.

## Familie

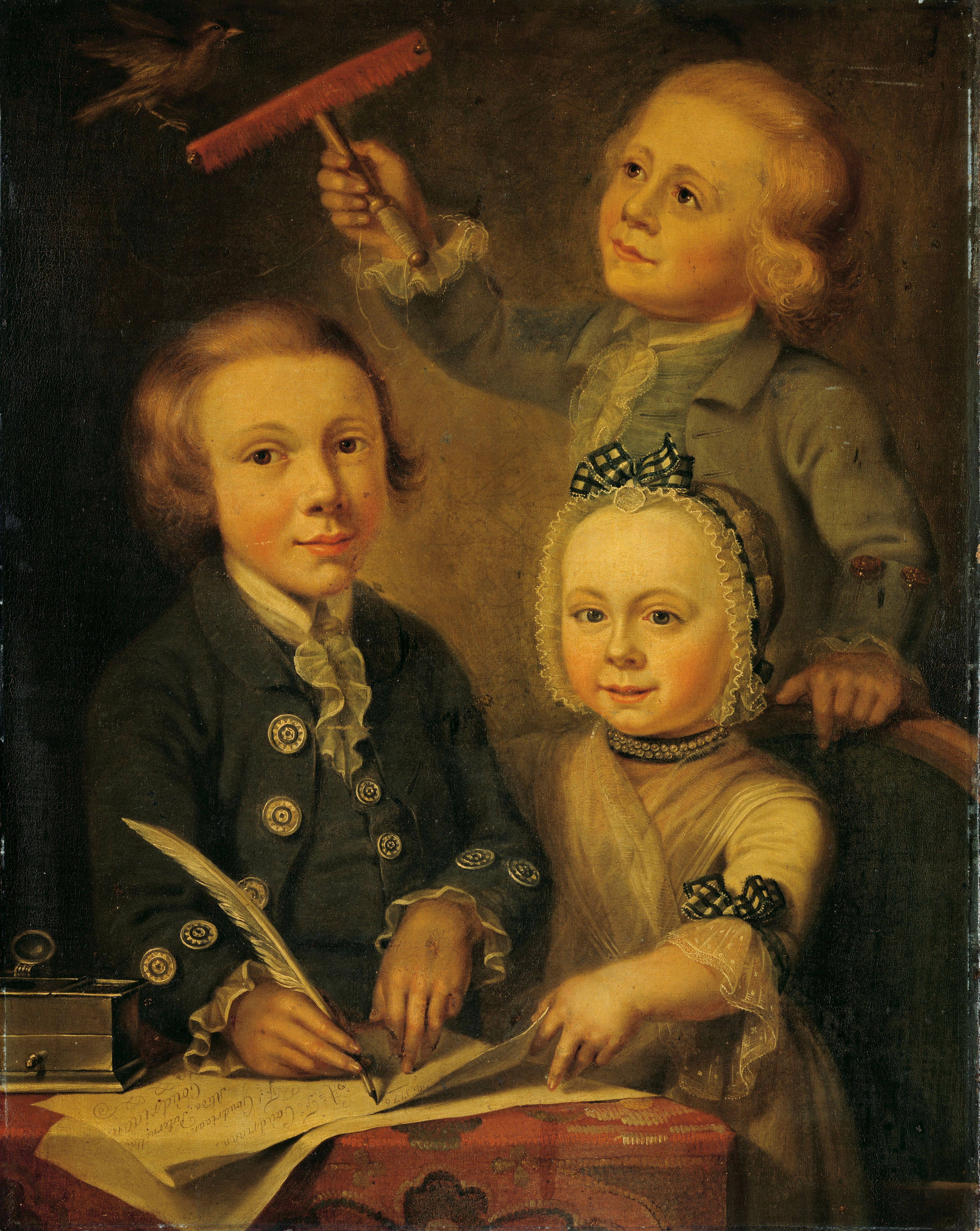
Portret van de kinderen van Barend Goudriaan

Barend trouwde op 38-jarige leeftijd (10 maart 1767) in Arkel met Eva de Veer. Hij trouwde toen pas, omdat hij toen pas voldoende financiële middelen had. In de periode dat ze in Ameide woonde was Barend actief in het kerkelijk leven aldaar. Zij kregen twee zoons, Adriaan François en François, en een dochter Alida Perronella. In 1776 maakte de schilder Cornelis van Cuylenburgh een groepsportret van de kinderen, het schrijvende jongetje links is Adrianus François Goudriaan, het meisje Alida Petronella Goudriaan en de jongen met de vogel is François Goudriaan (schilderij collectie Rijksmuseum). De jongste zoon overleed al in 1782 op 12-jarige leeftijd. Zijn vrouw Eva overleed in 1788 op 58-jarige leeftijd.

## Opmerking
Een naamgenoot en neef, Barend Goudriaan Jzoon, die in hetzelfde vak werkzaam was, schreef:
- Welke is de beste weg om op de kortste, de zekerste en minst kostbare wijze een dijkbreuk te stoppen (1758);
- Verhandeling over het stoppen van dijkbreuken in Verhandelingen van de Hollandsche Maatschappij der wetenschappen te Haarlem, 5e deel (1760).

- Biografisch Portaal: 34946795
- Digitale Bibliotheek voor de Nederlandse Letteren: goud034
- Nederlandse Thesaurus van Auteursnamen: 283563370
- Virtual International Authority File: 286338714